# Jauregui (khu tự quản)
Jauregui là một khu tự quản thuộc bang Táchira, Venezuela. Thủ phủ của khu tự quản Jauregui đóng tại La Grita. Khự tự quản Jauregui có diện tích 480 km2, dân số theo điều tra dân số ngày 21 tháng 10 năm 2001 là 36660 người.